# Wilhelm Voßkamp

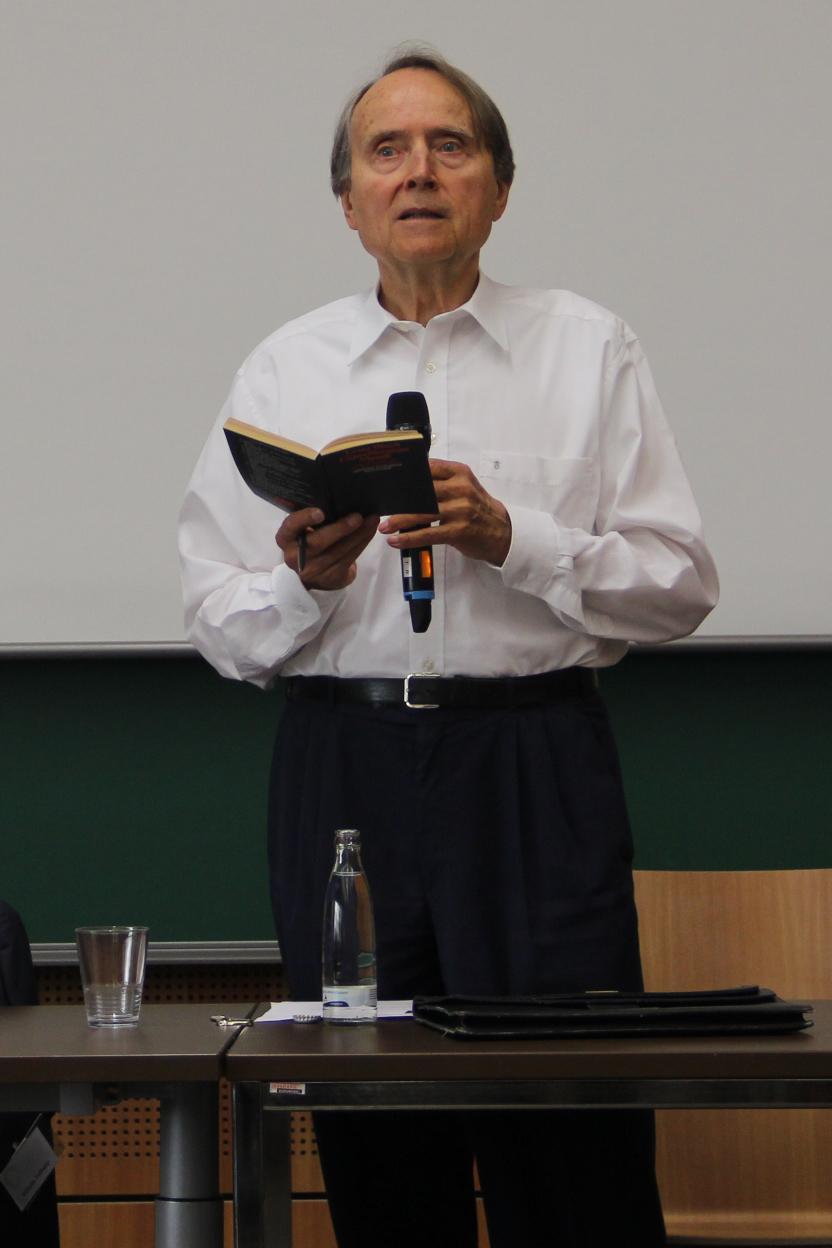

Wilhelm Voßkamp (* 27. Mai 1936 in Osnabrück) ist ein deutscher Germanist und emeritierter Professor für Neuere Deutsche Literaturwissenschaft an der Universität zu Köln.

## Werdegang
Voßkamp studierte Germanistik, Philosophie und Geschichte in Münster, München, Göttingen und Kiel. 1965 wurde er in Kiel mit einer Arbeit über die Zeit- und Geschichtsauffassung in der Literatur des 17. Jahrhunderts promoviert. Die Habilitation erfolgte 1971/72 in Köln mit einer Arbeit zur Romantheorie in Deutschland.
Von 1972 bis 1987 war er als Professor für Literaturwissenschaft an der Universität Bielefeld tätig und hier 1973/74 Dekan der Fakultät für Linguistik und Literaturwissenschaft. 1978 bis 1982 war er Direktor am Zentrum für interdisziplinäre Forschung der Universität Bielefeld.
1987 folgte er einem Ruf an die Universität zu Köln, wo er eine Professur für Neuere deutsche Literatur und Allgemeine Literaturwissenschaft übernahm. 1994 und 1995 war er Dekan der Philosophischen Fakultät der Universität zu Köln und von 1999 bis 2004 Direktor am Kulturwissenschaftlichen Forschungskolleg „Medien und Kulturelle Kommunikation“ der Universität zu Köln.
Gast- und Forschungsprofessuren führten Voßkamp in die USA, nach Israel, Frankreich, Australien, Brasilien und in die Schweiz. 1990/91 Fellow am Wissenschaftskolleg zu Berlin und 1995/96 Fellow am Netherlands Institute for Advanced Study. Im Wintersemester 2002/03 war er Fellow am Kulturwissenschaftlichen Institut in Essen.

## Mitgliedschaften
- Voßkamp ist seit 1994 Mitglied der Berlin-Brandenburgischen Akademie der Wissenschaften, Berlin.
- Honorary Member of the American Association of Teachers of German.

## Forschungsschwerpunkte
Zu Voßkamps Forschungsschwerpunkten gehören die Bereiche Utopie, Romantheorie, Klassik sowie Wissenschaftsgeschichte, Medien und kulturelle Kommunikation.

## Veröffentlichungen (Auswahl)
- Untersuchungen zur Zeit- und Geschichtsauffassung im 17. Jahrhundert bei Gryphius und Lohenstein. Bouvier, Bonn 1967.
- Romantheorie in Deutschland. Von Martin Opitz bis Friedrich von Blanckenburg. Metzler, Stuttgart 1973, ISBN 3-476-00255-1.
- Utopieforschung. Interdisziplinäre Studien zur neuzeitlichen Utopie. Hrsg. von Wilhelm Voßkamp. 3 Bde. Metzler, Stuttgart 1982, ISBN 3-476-00490-2.
- Der Roman des Lebens: Die Aktualität der Bildung und ihre Geschichte. Berlin University Press, Berlin 2009, ISBN 978-3-940432-42-1.
- Emblematik der Zukunft. Poetik und Geschichte literarischer Utopien von Thomas Morus bis Robert Musil, de Gruyter, Berlin 2016, ISBN 978-3-11-036532-0.
- Zweite Gegenwart. Poetologische Lektüren zu Goethes »Dichtung und Wahrheit«, Wallstein, Göttingen 2022, ISBN 978-3-8353-5176-9.
- Wissenschaftliche Aufsätze zur Literatur und Literaturtheorie vom 18. Jahrhundert bis zur Gegenwart.